# 春名成章

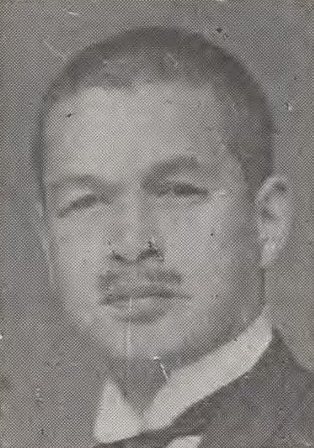
春名成章

春名 成章（はるな せいしょう、1883年（明治16年）12月17日 - 1952年（昭和27年）9月21日）は、日本の衆議院議員（立憲政友会→昭和会）、外務参与官。ジャーナリスト。

## 経歴
静岡県富士郡今泉村（現在の富士市）出身。鳥取県立鳥取第一中学校を経て、1906年（明治39年）に早稲田大学政治経済学科を卒業した。『時事新報』『東京朝日新聞』『東京日日新聞』の各社で記者を務めた。
1932年（昭和7年）、第18回衆議院議員総選挙に出馬し、当選。第19回、第20回でも再選を果たした。犬養内閣では床次竹二郎鉄道大臣の秘書官を務め、岡田内閣で床次が逓信大臣に就任すると再度秘書官を務めた。
1935年（昭和10年）には昭和会の結党に参加。
1937年（昭和12年）に昭和会が解散すると、第1次近衛内閣で外務参与官に就任した。
終戦後、公職追放となった。1951年追放解除。